# Soundboy Rock
Soundboy Rock è il quinto album discografico in studio del duo musicale inglese Groove Armada, pubblicato nel maggio 2007.

## Tracce
1. Hasta Luego Mr. Fab (Interlude) – 1:01
2. Get Down (featuring Stush) – 3:53
3. The Things That We Could Share (feat. Simon Lord) – 3:59
4. Save My Soul – 4:24
5. What's Your Version? (feat. Jeb Loy Nichols) – 3:48
6. Paris (feat. Candi Staton) – 5:38
7. Love Sweet Sound (feat. Candi Staton) – 4:37
8. The Girls Say (feat. Rhymefest & Jack Splash) - 4:03
9. Lightsonic (feat. Mad) – 6:55
10. Soundboy Rock (feat. Mad) – 3:55
11. Drop That Thing (feat. Jack Splash & Stush) – 3:06
12. Song 4 Mutya (Out of Control) (feat. Mutya Buena) – 4:11
13. From the Rooftops (feat. Jack McManus) – 4:50
14. See What You Get (feat. Alan Donohoe) – 4:35
15. What's Your Version? (Reprise) (feat. Jeb Loy Nichols) – 2:09

Nell'edizione limitata sono presenti tre tracce aggiuntive: Feel the Same (featuring Angie Stone) – 3:56, Hands Up (featuring Mistah Fab) – 4:07 e Breakers – 3:56